# 稲沢市立大里東中学校
稲沢市立大里東中学校（いなざわしりつ おおさとひがしちゅうがっこう）は、愛知県稲沢市日下部北町にある公立中学校。

## 概要
- 1986年、稲沢市立大里中学校から分離し開校。
- 校区は奥田町（名鉄名古屋本線以東）、奥田井之下町、奥田膳棚町、奥田流町、奥田大沢町、奥田酒伊町、増田北町（名鉄名古屋本線以東）、増田東町（名鉄名古屋本線以東）、井之口町、井之口北畑町、井之口白山町、井之口柿ノ木町、井之口本町、井之口親畑町、井之口四家町、井之口大宮町、井之口石塚町、井之口小番戸町、井之口鶴田町、井之口沖ノ田町（一部）、井之口大坪町、六角堂西町1-5丁目、六角堂東町1-5丁目、北市場町、北市場西町、北市場南町、北市場本町1-4丁目、日下部町、日下部北町1-5丁目、日下部西町1・2丁目、日下部中町1-7丁目、日下部東町1-3丁目、日下部南町1-4丁目、日下部松野町3丁目、日下部花ノ木町、菱町（一部）である[1]。

## 沿革
- 1986年（昭和61年）
  - 4月1日 - 開校。
  - 4月2日 - 開校式を行う。
- 1987年（昭和62年）3月10日 - 体育館、プールが完成する。
- 1994年（平成6年）3月 - 武道館が完成する。

## 交通アクセス
- 名鉄名古屋本線奥田駅下車、徒歩約15分。